# Slivno
Slivno ist eine Gemeinde in der Gespanschaft Dubrovnik-Neretva, Kroatien. Slivno hat 1999 Einwohner, von denen 93,70 % Kroaten sind (Volkszählung 2011).

## Gliederung
Die folgenden „städtischen Siedlungen“ (naselje gemäß dem kroatischen Statistikamt) zählen zu Slivno:
- Blace
- Duba
- Duboka
- Klek
- Komarna
- Kremena
- Lovorje
- Lučina
- Mihalj
- Otok
- Pižinovac
- Podgradina
- Raba
- Slivno Ravno
- Trn
- Tuštevac
- Vlaka
- Zavala